# Хаома
Хаома ( avest. хаома; пехлеви́ . hōm; перс. hōm) ‎ – в древноиранската (предзороастрийска) религия означава едновременно божествена напитка, божеството, олицетворяващо напитката, и растението, от което е произведена. И трите превъплъщения на хаома образуват несъмнено единство. Култът към Хаома датира от древноиранския период, образът на Хаома има точно съответствие с индийската сома във ведическия култ на Индия. Използва се в религиозни ритуали и е неразделна част от зороастрийския ритуал.
Най-пълната информация за Хаома се съдържа в Авеста, предимно в химна (Ящ) за Хаом (Хом-Яшт, Ясна, 9), следи от Хаома се срещат и в други ирански традиции. Смята се, че поне някои от скитите и сарматите са почитали Хаома. Въпреки че съществуват редица хипотези за растението, от което би могла да се приготви напитката Хаома, за растението Хаома не може да се каже нищо категорично. Открити са данни и за древен килим, изобразяващ царе, свещеници, воини, където някой държи гъба, идентифицирана като Псилоцибин. Килимът изобразява жертва за ритуал с Хаома до огън.
Въпреки че Заратустра бил пламенен противник на консумацията на хаома, наричайки го „отвратителна отвара“, учениците му възобновили култа към тази напитка. По -късно приготвянето /изстискването на хаома се приписва на самия пророк.
Според Авеста първият човек, който е изцедил хаома, е Vivahvant, който е родил Yima (Jamshid). Йима става първият земен цар и първият смъртен, с когото беседвал Ахура Мазда .
Понастоящем хаомата се прави от ефедра и съдържа ефедрин.

## Етимология
Авестанската хаома и санскритската сома произлизат от протоиндо-иранската дума саума (sauma).